# Sojus TM-25
Sojus TM-25 ist die Missionsbezeichnung für den Flug eines russischen Sojus-Raumschiffs zur russischen Raumstation Mir. Der 30. Besuch eines Raumschiffes bei der Raumstation Mir war der 25. Besuch eines Sojus-Raumschiffs und der 101. Flug im russischen Sojusprogramm.

## Besatzung

### Startbesatzung
- Wassili Wassiljewitsch Ziblijew (2. Raumflug), Kommandant
- Alexander Iwanowitsch Lasutkin (1. Raumflug), Bordingenieur
- Reinhold Ewald (1. Raumflug), Wissenschaftsastronaut ( DLR/ Deutschland)

### Ersatzmannschaft
- Talghat Mussabajew, Kommandant
- Nikolai Michailowitsch Budarin, Bordingenieur
- Hans Schlegel, Wissenschaftsastronaut ( DLR/ Deutschland)

### Rückkehrbesatzung
- Wassili Wassiljewitsch Ziblijew (2. Raumflug), Kommandant
- Alexander Iwanowitsch Lasutkin (1. Raumflug), Bordingenieur

## Missionsverlauf
Der Start von Sojus TM-25 mit Ziblijew, Lasutkin und Ewald an Bord erfolgte am 10. Februar 1997, die Kopplung mit der Mir zwei Tage später. An Bord wurden die drei Raumfahrer von der Stammbesatzung EO-22 Waleri Korsun und Alexander Kaleri begrüßt sowie vom NASA-Astronauten Jerry Linenger, der Teilnehmer am Shuttle-Mir-Programm war.
Der von der Bodenstation genutzte Startschlüssel der Rakete ist im Herbst 2018 in der Sonderausstellung 40 Jahre Deutsche im Weltall. Zwei Staaten, elf Raumfahrer, einhundert Objekte des Deutschen Technikmuseums in Berlin zu sehen.
Die Überlappung der beiden Expeditionen betrug etwa 18 Tage. Am 23. Februar 1997 brach an Bord der Mir in einer defekten Luftreinigungsanlage ein Feuer aus, das jedoch gelöscht werden konnte.
Am 2. März verließen Korsun und Kaleri mit Ewald die Raumstation und kehrten mit Sojus TM-24 zur Erde zurück.
Am 4. März wurde eine neue Annäherungs- und Kopplungsprozedur des Annäherungssystems TORU getestet. Hierzu sollte der mit Müll beladene Frachter Progress M-33, der seit dem 6. Februar abgekoppelt war, erneut an die Mir ankoppeln. Ziblijew flog den Progress dabei mit der TORU-Handsteuerung, während er auf einem Monitor das Kamerabild des Frachters sah. Die Prozedur geriet außer Kontrolle, der Frachter flog knapp an der Raumstation vorbei, eine Kollision konnte aber vermieden werden.
Vom 17. bis zum 22. Mai 1997 war das Shuttle STS-84 mit sieben US-Astronauten gekoppelt. Linenger wurde dabei durch Michael Foale abgelöst.
Am 25. Juni 1997 wurde der unbemannte Frachter Progress M-34, der am 8. April angekommen war, von einem Dockingport zu einem anderen umgesetzt. Ziblijew flog den Progress erneut mit der TORU-Handsteuerung. Abstand und Geschwindigkeit ließen sich mit dem Schwarzweißbild nur unzureichend abschätzen, weil sich die Mir vor dem wolkigen Hintergrund der Erde befand, zudem gab es einen kurzen Bildausfall, so dass der Frachter auf eine zu hohe Geschwindigkeit gebracht wurde. Progress M-34 kollidierte mit dem Solarzellenausleger des Spektr-Moduls der Raumstation. Dadurch entstand ein Leck in der Außenhülle, und der Luftdruck in der gesamten Raumstation fiel ab.
Ziblijew, Lasutkin und Foale brachten sich nicht in ihrem Sojus-Raumschiff in Sicherheit, sondern riegelten innerhalb weniger Minuten das Modul hermetisch ab, wobei sie einige Leitungen durchtrennen mussten. Dadurch wurde verhindert, dass die Station aufgegeben werden musste.
Die Solarzellen des Spektr-Moduls waren der Hauptlieferant für die Energieversorgung der Mir, vor allem für die Module Kristall und Priroda, die keine eigenen Solarzellen hatten. Durch den Stoß war die Station ins Taumeln geraten, so dass die verbliebenen Solarzellen nicht mehr zur Sonne ausgerichtet waren. Dadurch wurden die Batterien schnell entladen. Durch die fehlende Ventilation bestand auch nach der Kollision noch akute Lebensgefahr für die drei Besatzungsmitglieder, denn in der Schwerelosigkeit kann sich beim Ausatmen eine tödliche CO2-Wolke um den Körper bilden. Es gelang der Bodenstation, durch Zünden der Lageregelungstriebwerke dem Taumeln entgegenzuwirken. In die richtige Lage brachten die drei Kosmonauten die Station dann durch Zünden der Sojus-Triebwerke. Dies geschah ohne Unterstützung durch die Bodenstation, weil sich die Mir nicht mehr im Funkkontakt befand. Es benötigte etwa 48 Stunden, bis die Station wieder voll betriebsbereit war, mit Ausnahme des abgeschotteten Spektr-Moduls. In den kalten Modulen hatte sich jedoch viel Kondenswasser gesammelt.
Der Mir-Besatzung war es nicht möglich, die durchtrennten Stromleitungen behelfsmäßig durch die geschlossene Luke zu leiten. Hierzu wurden in Russland spezielle Adapter konstruiert, die der Frachter Progress M-35 am 7. Juli anlieferte. Um die Adapter einzubauen, war es notwendig, den Zugang zum Spektr-Modul zu öffnen. Dies wiederum erforderte, dass die Station luftleer gemacht werden sollte, und dass die Arbeiten in Raumanzügen durchgeführt werden sollten. Neben dieser Reparatur war auch ein Ausstieg vorgesehen, um den Schaden direkt begutachten zu können. Da Kommandant Ziblijew unter Herzrhythmusstörungen litt, sollte Foale an seiner Stelle zusammen mit Flugingenieur Lasutkin die Mir verlassen. Zwei Tage vor dem geplanten Termin zog Lasutkin spätabends Kabel zwischen den Modulen ab, damit die Luken während des Ausstiegs geschlossen werden konnten. Übermüdet tat er dies in der falschen Reihenfolge, wodurch die Lageregelung der Raumstation und damit die Energieversorgung wieder außer Betrieb gesetzt wurde. Die Flugleitung entschloss sich, den Ausstieg abzusagen und später von der nächsten Besatzung durchführen zu lassen.
Am 5. August 1997 koppelte Sojus TM-26 an und brachte mit Anatoli Solowjow und Pawel Winogradow die neue Stammbesatzung, die speziell für die anstehenden Reparaturarbeiten vorbereitet worden war. Nicht an Bord war der Franzose Léopold Eyharts, dessen Forschungseinsatz Mir-Pégase verschoben worden war, um zusätzliches Material transportieren zu können.
Am 14. August 1997 kehrten Ziblijew und Lasutkin mit Sojus TM-25 wieder zur Erde zurück. Sie hatten 184 Tage im All verbracht.